# Abdou Kolley

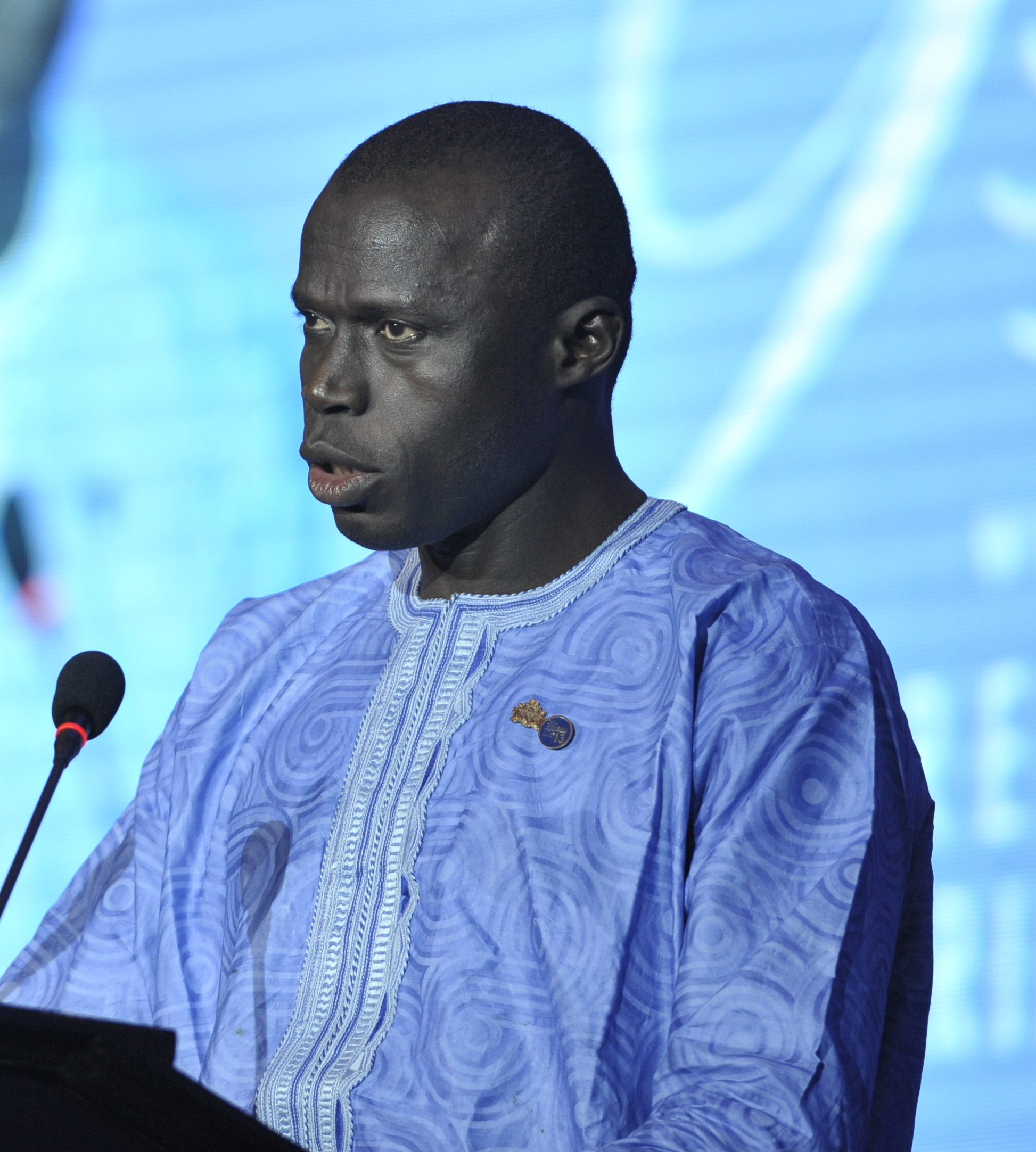
Abdou Kolley (2013)

Abdou Kolley (* 1. Januar 1970 in Gambia), auch Abdou Colley, ist Politiker im westafrikanischen Staat Gambia.

## Leben

### Berufliches Wirken
Kolley studierte auf der Universität Saint-Étienne bis 1997 und begann seine Karriere beim Department of State for Finance & Economic Affairs als Ökonom. 2001 wechselte er zu der Gambia Divestiture Agency, deren Direktor er wurde. Er blieb dort bis 2004, als er zum Büro des Entwicklungsprogramms der Vereinten Nationen in Gambia wechselte.

### Politisches Wirken
| Parlamentswahl | Stimmen | Stimmanteil |
| -------------- | ------- | ----------- |
| 2007           | 4.952   | 40,06 %     |

Als parteiloser Kandidat bei den Parlamentswahlen in Gambia 2007 trat Kolley im Wahlkreis Kombo South an. Er unterlag Paul L. Mendy, dem Kandidaten der Alliance for Patriotic Reorientation and Construction (APRC).
Im gleichen Jahr wurde er in das Kabinett von Gambia als Minister für Handel, Industrie und Beschäftigung (englisch Secretary of State for Trade, Industry and Employment) berufen. Er diente in dieser Position bis zum 19. Juni 2009 und übernahm dann das Finanzressort als Finanzminister (Secretary of State for Finance and Economic Affairs).
Am 19. März 2010 wurde Kolley als Minister für Finanzen und Wirtschaft (englisch Minister of Finance and Economic Affairs) von Momodou S. Foon abgelöst. Er erhielt das Amt am 21. Juli 2010 jedoch wieder zurück.
Bei einer Kabinettsumbildung wurde Kolley am 27. Januar 2011 wieder als Minister für Handel, Regionale Integration und Beschäftigung (englisch Trade, Regional Integration and Employment) ernannt. Mit Wirkung zum 18. März 2011 wurde Kolley aus seinem Amt als Handelsminister entlassen.

## Auszeichnungen und Ehrungen
- 2016 – July 22nd Revolution Award[7]